# The Commons Restaurant
The Commons Restaurant was een restaurant dat in het bezit is geweest van een Michelinster. Het restaurant was gevestigd in het historische Newman House aan St. Stephen's Green in Dublin.
De Michelinster werd opnieuw verworven in 2002, maar deze ging in 2003 verloren door sluiting van het restaurant. Eerder had het restaurant een ster in de periode 1994 t/m 1997.
De keuken is het domein geweest van chefs als Gerrie Kirwan (ster in 1994), Michael Bolster (1995), Leslie Malone (1996-1997), Sébastien Masi (geen ster), Aidan Byrne (2002) en Dylan McGrath (sous-chef).